# هيو موريس (رجل أعمال)
هيو موريس (بالإنجليزية: Hugh Morris)‏ هو شخصية أعمال نيوزيلندي، ولد في 2 يوليو 1929، وتوفي في 20 مايو 2010.